# Motte Saint-Georges-d'Alschwiller
La motte Saint-Georges-d'Alschwiller est un monument historique situé à Soultz-Haut-Rhin, dans le département français du Haut-Rhin.

## Localisation
Ce bâtiment est situé unterer Cornelysteg à Soultz-Haut-Rhin.

## Historique
L'édifice fait l'objet d'une inscription sur l'inventaire supplémentaire des monuments historiques par arrêté du 22 novembre 1989.
Village disparu d'Alschwiller dont il subsiste une motte appelée mont Saint-Georges, mentionné en 1135. Celui-ci avait un château cité en 1289 et une chapelle qui subsista jusqu'à la fin du XVIIIe siècle. Le village avait disparu dès le XIVe siècle.

## Architecture
Fouillée en 1857 par Max de Ring, la structure tronconique avait livré une "enceinte de muraille".